# Batalla de Westport
La batalla de Westport, a veces denominada el "Gettysburg del Oeste", se libró el 23 de octubre de 1864 en la actual Kansas City, Misuri, durante la guerra civil estadounidense. Las fuerzas de la Unión, al mando del general de división Samuel R. Curtis, derrotaron decisivamente a una fuerza confederada superada en número al mando del general de división Sterling Price. Este enfrentamiento fue el punto de inflexión de la incursión de Price a Misuri, obligando a su ejército a retirarse. La batalla puso fin a la última gran ofensiva confederada al oeste del río Misisipi, y durante el resto de la guerra el ejército de los Estados Unidos mantuvo un sólido control sobre la mayor parte de Misuri. Esta batalla fue una de las más grandes que se libraron al oeste del río Misisipi, con más de 30.000 hombres involucrados.

## Westport
Westport (ahora parte de Kansas City, Misuri) ya había establecido su lugar en la historia cuando las fuerzas de la Unión y de la Confederación se enfrentaron allí en 1864. John Calvin McCoy, conocido como el "Padre de Kansas City", había trazado la ciudad, y los pioneros que viajaban por los caminos de Oregón, California y Santa Fe pasaban por ella en su camino hacia el Oeste. Westport sustituyó gradualmente a la cercana Independence como "punto de partida" de los caminos hacia el Oeste, lo que contribuyó al crecimiento de la ciudad.
Durante la Guerra de Secesión, la cercana Kansas City (conocida entonces como Kansas Town) sirvió de cuartel general del "Distrito de la Frontera" federal y estuvo guarnecida por un considerable contingente de tropas de la Unión. Aunque su propia estrella municipal empezaba a desvanecerse en favor de su vecino del norte, Westport seguía teniendo cierta importancia en la región. Sin embargo, la decisión de luchar aquí sería el resultado de una cadena de acontecimientos que tenían poco que ver con la importancia estratégica de la ciudad en sí misma.

## La incursión de Price
Artículo principal: Expedición de Price a Misuri
En septiembre de 1864, Sterling Price dirigió su Ejército de Misuri hacia Misuri, con la esperanza de capturar el estado para el Sur y poner al pueblo del Norte en contra de Abraham Lincoln en las elecciones presidenciales de 1864. El general de división William S. Rosecrans, al mando del Departamento Federal de Misuri, comenzó a reunir tropas para repeler la invasión. La caballería de Rosecrans, bajo el mando del general de división Alfred Pleasonton, salió en persecución de la fuerza de Price, acompañada por un gran destacamento de infantería del Ejército del Tennessee bajo el mando de Andrew J. Smith. Después de su derrota en la batalla de Ft. Davidson, Price se dio cuenta de que St. Louis estaba demasiado fortificada para su pequeña fuerza (12.000 hombres), así que se dirigió al oeste para amenazar Jefferson City. Después de una ligera escaramuza allí, Price decidió de nuevo que este objetivo también estaba demasiado fortificado y se dirigió más al oeste hacia Fort Leavenworth. A medida que avanzaba, las enfermedades y la deserción se unieron a las pérdidas en el campo de batalla para reducir la fuerza de Price a 8.500 hombres.

## Reacción de la Unión

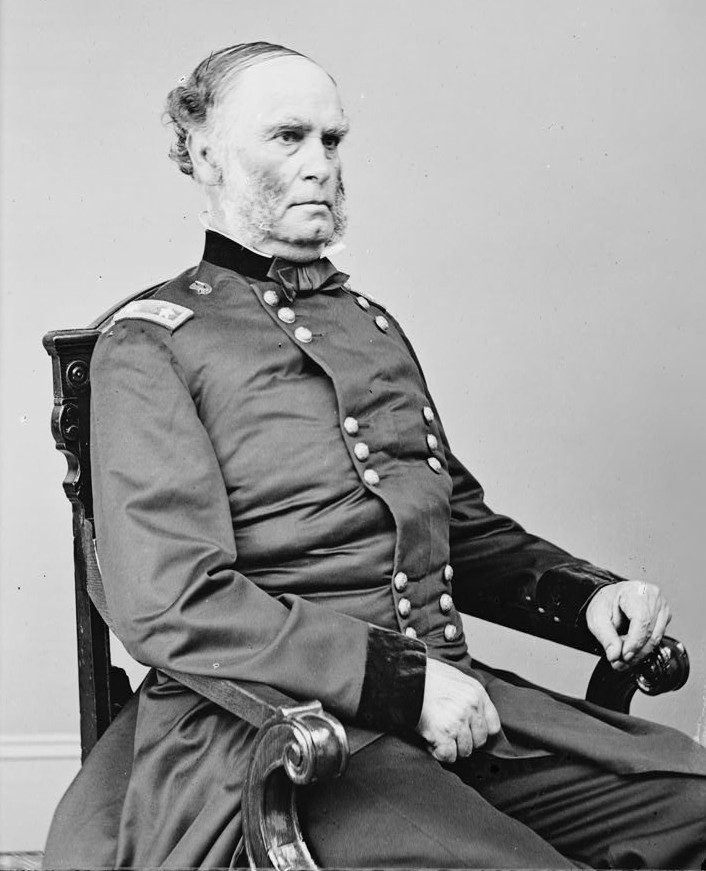
General Samuel R. Curtis, USA

El general de división Samuel R. Curtis, comandante del Departamento Federal de Kansas, se enfrentaba ahora a la amenaza de que el ejército de Price se adentrara en su departamento tras enterarse de los movimientos confederados a través de espías como Wild Bill Hickok. En consecuencia, Curtis reunió a sus tropas en una fuerza que denominó Ejército de la Frontera. James G. Blunt fue llamado de las campañas indias para liderar su 1.ª División, compuesta principalmente por regimientos de voluntarios y algunos milicianos de Kansas. Curtis sólo pudo reunir inicialmente a unos 4.000 voluntarios; pidió al gobernador de Kansas, Thomas Carney, que llamara a la milicia del estado para reforzar sus fuerzas. El gobernador Carney sospechó inmediatamente que Curtis intentaba alejar a la milicia de sus distritos electorales, ya que se acercaban las elecciones. A Carney no le preocupaba la fuerza de Price que estaba lejos, en Misuri, y consideraba que no suponía una amenaza para Kansas. Sin embargo, una vez que Price giró hacia el oeste, hacia Jefferson City, Carney cedió y el mayor general George Dietzler tomó el mando de una división de la milicia de Kansas que ahora se unió al Ejército de la Frontera de Curtis.

## Disputas por el mando

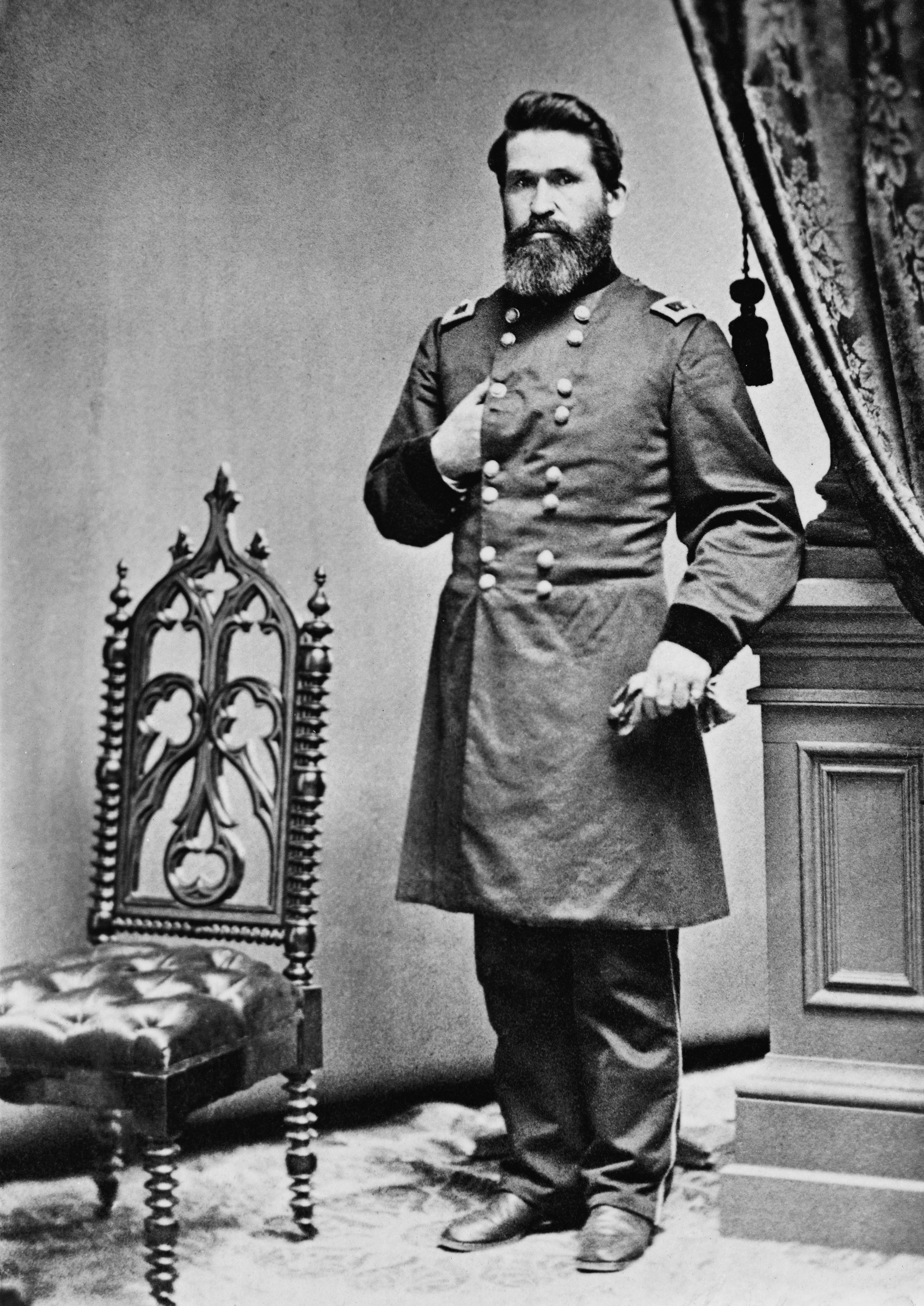
General James G. Blunt, USA

Por orden del mayor general Blunt (órdenes generales de campo n.º 2) los regimientos de milicia de William H.M. Fishbeck, general de brigada de milicia, fueron puestos bajo el mando de Charles W. Blair, Coronel de Voluntarios; Fishbeck se enfureció porque su mando había sido subordinado a un oficial voluntario. Dado que la ley de Kansas establecía que la milicia debía estar bajo el mando de oficiales de la milicia, Fishbeck hizo caso omiso de la orden de Blunt. Blunt hizo que Fishbeck fuera arrestado y retenido hasta que fue liberado por orden del mayor general Curtis. Al ser liberado, Fishbeck reasumió el mando de los regimientos de la Milicia de Kansas, con órdenes de obedecer las directivas que provenían del mayor general blunt. Este acuerdo, bastante engorroso, tenía al general de brigada Fishbeck al mando directo de las unidades de milicia adscritas a la 3.ª Brigada, 1.ª División, y al coronel Charles Blair al mando general de la brigada. Howard N. Monnett describe este acuerdo como una "brigada dentro de una brigada". Blair y Fishbeck dirigieron a la milicia en la acción de Westport (acompañados en el campo por el mayor general George W. Dietzler), y luego en la subsiguiente persecución de Price hasta que el mayor general Curtis ordenó a la milicia regresar a casa.

## Batalla

### Preludio

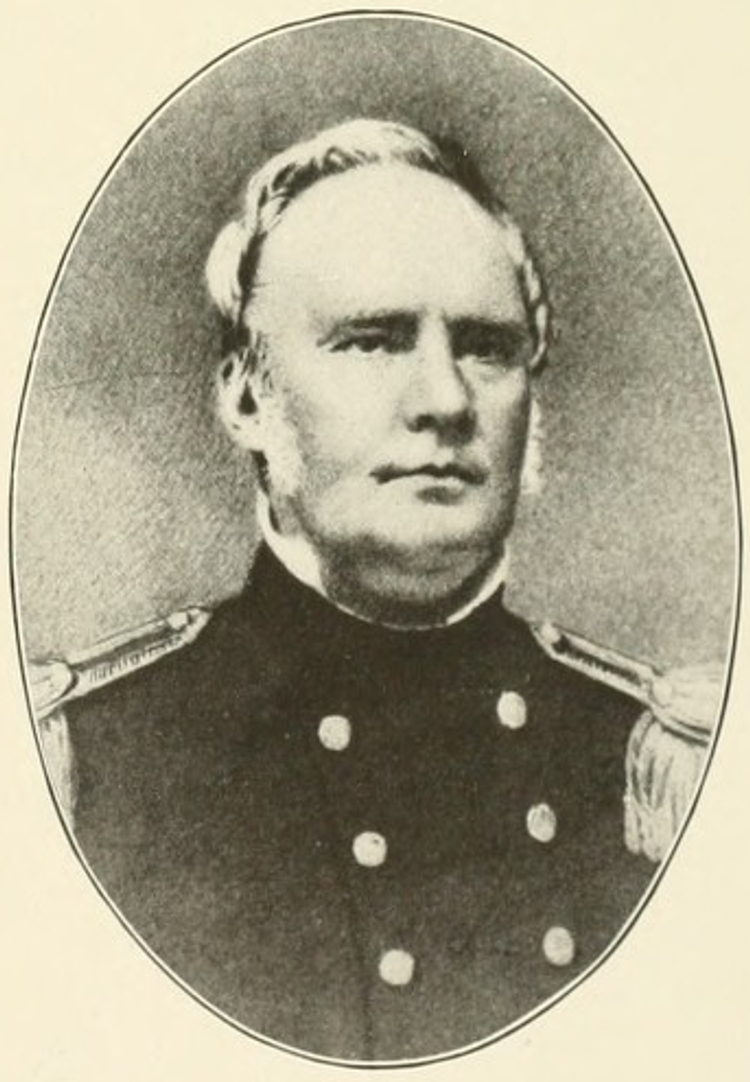
General Sterling Price, CSA

El general Curtis envió el grueso de su 1.ª División bajo el mando del general James Blunt para enfrentarse a los confederados en Lexington, aproximadamente a cuarenta millas al este de Kansas City, el 19 de octubre. Blunt no pudo detener a Price, pero sí frenó su avance y reunió información sobre las fuerzas confederadas. De nuevo, en el Little Blue River, el 21 de octubre, Blunt se vio obligado a retirarse, pero no sin ralentizar a Price lo suficiente como para que una división de caballería federal al mando de Alfred Pleasonton cerrara la brecha entre él y los rebeldes. Al día siguiente se produjeron nuevos combates en Independence, en los que Price volvió a salir victorioso. Curtis tenía casi sesenta años, y la edad había hecho mella en su deseo de combatir; sin embargo, gracias a su agresivo subordinado, el general Blunt, Curtis decidió hacer otra resistencia al sur de Westport. Blunt supervisó personalmente la construcción de una línea defensiva al sur de la ciudad a lo largo de Brush Creek, perpendicular a la línea del estado de Kansas.
Price era consciente de las fuerzas que tenía al frente y en la retaguardia, que le superaban en número casi tres a uno, por lo que decidió enfrentarse a ellas de una en una. Decidió atacar primero al ejército de Curtis, en Westport. Casi tan viejo como su adversario, Price dejó la dirección del combate a su subordinado, el general Jo Shelby. Con unos 500 carros y 5.000 cabezas de ganado, Price necesitaba primero un vado para que sus trenes de suministros cruzaran el río Blue cerca de Westport. Una de las divisiones de Price, al mando de John S. Marmaduke, forzó el cruce en Byram's Ford el día 22, y luego tomó posiciones en la orilla oeste para mantener a raya a la caballería federal de Pleasonton, que ahora amenazaba la retaguardia de Price. Otras dos divisiones confederadas, bajo el mando de Shelby y James Fagan, estaban preparadas para asaltar a Blunt a lo largo de Brush Creek al día siguiente, con la esperanza de derrotarlo antes de que Pleasonton pudiera llegar al campo de batalla con fuerza.

### Acción en Brush Creek

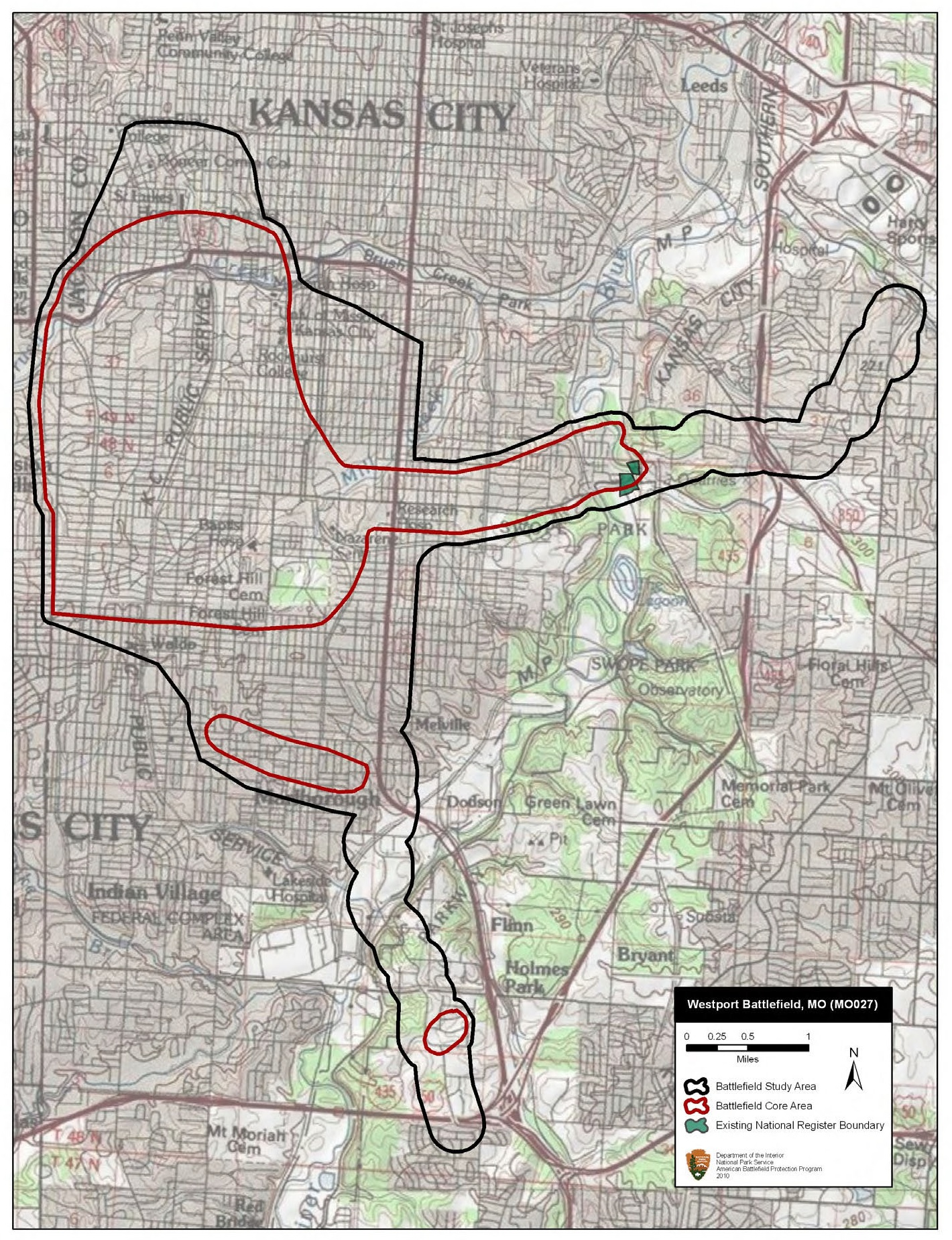
Mapa del campo de batalla y alrededores, superpuesto soble la actual Kansas City, Misuri

Anticipando el inminente ataque de Price, Blunt había posicionado sus tres brigadas disponibles a lo largo de Brush Creek, mientras que una cuarta al mando del coronel Charles Blair estaba en camino desde Kansas City. Al este de Wornall Lane (la actual Wornall Road) estaba la brigada de J. Hobart Ford. Al oeste de Wornall estaba la brigada de Charles "Doc" Jennison, con una batería de artillería de apoyo. Dos regimientos de caballería llenaban el hueco al oeste entre Jennison y la línea del estado de Kansas/Misuri. En ángulo recto con Jennison estaba la brigada de Thomas Moonlight, que corría paralela a la línea estatal. Moonlight estaba posicionado para apoyar a Jennison o moverse contra el flanco confederado.
Al amanecer del día 23, Blunt abrió la batalla enviando a Jennison y Ford sobre un helado arroyo Brush con sus escaramuzadores. Avanzando por una cresta, las fuerzas de la Unión se enfrentaron a los confederados en un campo abierto al sur. Las divisiones rebeldes de Joseph O. Shelby y James Fagan habían recibido mientras tanto órdenes de Price de mantener a Curtis frente a Westport. Shelby contraatacó con la famosa Brigada de Hierro bajo el mando de M. Jeff Thompson al frente. Este ataque hizo retroceder a los federales flanqueados a través del arroyo. La brigada de Moonlight fue golpeada tan duramente que se vio obligada a retroceder hasta el terreno elevado del acantilado oeste de Brush Creek, en lo que ahora es Westwood, Kansas, mientras que la brigada de Jennison se retiró casi hasta las calles de Westport. En este punto parecía que los confederados podrían ganar el día.
Pero no fue así. La fuerza de Shelby se quedó sin municiones y permaneció en las alturas al sur de Brush Creek. También en esta hora crucial, la brigada del coronel Blair llegó y Curtis oyó que los cañones de Pleasonton atacaban a los confederados en el cercano Byram's Ford. Con los ánimos levantados, el comandante de la Unión cabalgó hacia el frente y dirigió personalmente a las tropas de Blair hacia la batalla al oeste de Jennison. Los federales reforzados cargaron a través del arroyo una vez más, con Blair a la cabeza, pero fueron de nuevo rechazados y se retiraron a la orilla norte.
Necesitando otra opción además de los asaltos frontales, Curtis decidió buscar un punto débil en otra parte de las líneas rebeldes. Sus exploradores encontraron a un granjero local llamado George Thoman, que estaba ansioso por ayudar a los federales ya que los confederados se habían fugado con su caballo la noche anterior. Thoman le mostró a Curtis un barranco, cortado por el arroyo Swan, que corría hasta una elevación a lo largo del flanco izquierdo de Shelby. Curtis dirigió personalmente la escolta de su cuartel general y la 9.ª Batería de Wisconsin a través de este barranco. Mientras tanto, Blunt continuó empujando a Jennison y Ford por la subida a través del arroyo Brush, avanzando lentamente hasta que la 9.ª de Wisconsin abrió fuego sobre el flanco y la retaguardia confederados. Alentados, los hombres de Blunt se lanzaron sobre la cresta, pero los hombres de Shelby se defendieron obstinadamente y se produjo una batalla sin tregua en la pradera abierta. El ejército de la Unión fue ganando terreno poco a poco, haciendo retroceder a las brigadas de Shelby hasta Wornall House.

### Lucha por los vados
Artículo principal: Batalla de Byram's Ford
Mientras el desastre se cebaba con Shelby y Fagan, la retaguardia de Price, al mando de Marmaduke, corría una suerte similar en Byram's Ford. Una división del ejército de Price al mando del general Shelby había forzado un cruce en el vado el día 22 (el día anterior a la batalla), obligando a los defensores federales a retirarse a Westport. El general Marmaduke, colega de Shelby, había establecido posteriormente su propia línea defensiva en la orilla oeste del río para mantener a raya a la caballería de Pleasanton, que les presionaba con fuerza desde el este. Si Pleasanton podía ahora forzar su camino a través del río Azul, estaría en posición de amenazar al ejército de Price así como sus suministros.
La división de Marmaduke fue atacada por tres de las brigadas de Pleasonton a partir de las 8:00 de la mañana del día 23; los confederados lograron inicialmente resistir. Uno de los comandantes de la brigada de la Unión, el general de brigada Egbert B. Brown, detuvo su ataque y fue arrestado por Pleasonton por desobedecer órdenes. Otro de los comandantes de brigada de Pleasonton, el coronel Edward F. Winslow, fue herido y le sucedió el teniente coronel Frederick Benteen, que más tarde alcanzaría la fama en Little Bighorn. A pesar de estos contratiempos, las tropas federales ganaron la orilla oeste a las 11:00 y Marmaduke se retiró. Cuando la brigada de Brown (ahora dirigida por el coronel John F. Philips) vadeó el río, recibió un intenso fuego de la artillería de Marmaduke. Una vez que cruzaron, cargaron contra Marmaduke a través de un campo abierto; durante esta carga, las tropas de la Unión de Misuri y Arkansas lucharon contra los confederados de estos mismos dos estados. Marmaduke se vio obligado a retroceder, uniéndose a Shelby y Fagan, y Blunt golpeó a los restos confederados ahora consolidados con su propia artillería.
Mientras el ejército principal de la Confederación estaba siendo duramente golpeado por dos lados, la cuarta brigada de Pleasonton bajo el mando del General de Brigada John McNeil se movió contra una brigada rebelde bajo el mando de William Lewis Cabell que custodiaba un segundo vado cerca de Hickman Mills. La brigada de McNeil pudo expulsar a los confederados del vado y cruzar el río. Las columnas federales convergían ahora sobre Price desde tres direcciones diferentes.

### Retirada confederada
Los confederados se retiraron a su última línea de defensa, a lo largo de la carretera al sur de Forest Hill (actual Gregory Blvd), con el coronel Jennison liderando la persecución. En ese momento, treinta cañones de la Unión se habían enfrentado al único cañón confederado que quedaba. Una de las baterías federales acababa de ser desarmada cuando la Caballería de Arkansas del coronel James H. McGhee cargó por Wornall's Lane en un intento de capturarla. El capitán Curtis Johnson, del 15.º de Caballería de Kansas, vio el ataque confederado que se estaba formando e inmediatamente se movió para interceptarlo. Johnson y McGhee se enfrentaron personalmente con sus revólveres; ambos comandantes resultaron gravemente heridos, pero sobrevivieron. La lucha continuó hasta que los refuerzos de la Unión aseguraron la batería.
Shelby envió una brigada al mando del coronel Sidney D. Jackman para asegurar sus trenes de carros, pero éstos ya habían sido retirados por orden del general Price. En cambio, Jackman fue interceptado por el general Fagan, que le alertó de la caballería masiva de la Unión (de Pleasonton) que acababa de cruzar el río Big Blue hacia el este. Al ver la proximidad de Pleasonton al flanco y la retaguardia confederados, el general Curtis había ordenado un avance general de toda la línea de la Unión, con las brigadas de Blair y Jennison encabezando la carga. Shelby, por su parte, sólo contaba con la Brigada de Hierro de Thompson para contener este asalto masivo. Cuando una de las baterías de Pleasonton llegó en apoyo de los hombres de Curtis, los confederados de Thompson finalmente se rompieron y huyeron.
Los hombres de Price prendieron fuego a la hierba de la pradera en la zona para crear una cortina de humo que cubriera su retirada. Los testigos informaron de que la carretera estaba sembrada de escombros del ejército rebelde que huía.
Al día siguiente, Blunt y Pleasonton retomaron la persecución de las fuerzas restantes de Price. Perseguirían a Price a través de Kansas y el sur de Misuri, enfrentándose a él en Marais des Cygnes, Mine Creek, el río Marmiton y, finalmente, en Newtonia, obligando a Price a retirarse hacia el Territorio Indio, desde donde finalmente regresó a Arkansas a través de Texas, y, en última instancia, dejando al líder confederado con menos de 6.000 supervivientes de su fuerza inicial de 12.000 cuando su campaña terminó oficialmente el 1 de noviembre de 1864.

## Consecuencias
La batalla de Westport fue una de las mayores batallas al oeste del río Misisipi, con más de 30.000 soldados implicados. La victoria de la Unión puso fin a la campaña de Price en Misuri, por lo que la batalla ha sido denominada "El Gettysburg del Oeste". Curtis escribió a Henry W. Halleck después de la batalla que "la victoria en Westport fue de lo más decisiva". Este estado fronterizo tan disputado estaba ahora firmemente bajo el control de la Unión, y así permanecería hasta el final de la guerra.
Aunque no llegaron a capturar a Price ni a los restos de su ejército, las fuerzas federales consiguieron incapacitar al Ejército de Misuri para cualquier operación significativa en el futuro. De hecho, la campaña de Price sería la última en el Teatro Trans-Misisipi.
Según un libro reciente sobre la campaña de Price, The Last Hurrah, de Kyle S. Sinisi, los historiadores han exagerado durante mucho tiempo las bajas infligidas en los combates alrededor de Westport del 21 al 23 de octubre de 1864. Las nuevas estimaciones de Sinisi son que las fuerzas de la Unión perdieron 361 y los confederados 510 hombres, muertos, heridos o capturados, el 23 de octubre. Sin embargo, la mayoría de las fuentes dan el total de bajas como 3.000 hombres, unos 1.500 de la Unión y 1.500 de la Confederación. Otra fuente primaria da una estimación de 400 bajas para la Unión y de 1.000 a 1.500 para la Confederación.